# Pèndol matemàtic
El pèndol matemàtic o pèndol simple és un sistema idealitzat constituït per una partícula de massa m que està suspesa d'un punt fix O mitjançant un fil inextensible i sense pes. Naturalment és impossible la realització pràctica d'un pèndol simple, però si és accessible a nivell de teoria.
El pèndol simple o matemàtic es denomina així en contraposició als pèndols reals, compostos o físics, únics que poden construir-se.

## Equació del moviment

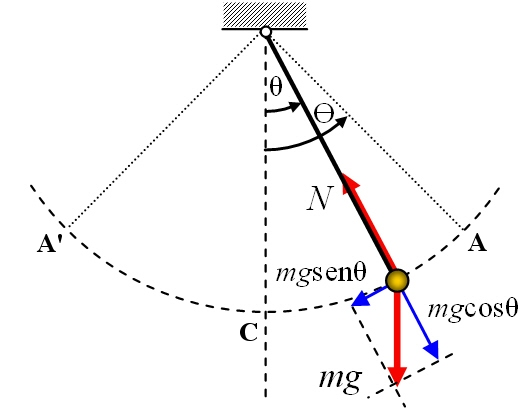
Pèndol simple. Esquema de forces.

### Mètode de Newton
Considerem un pèndol simple, com el representat a la Figura. Si desplacem la partícula des de la posició d'equilibri fins que el fil formi un angle Θ amb la vertical, i després l'abandonem partint del repòs, el pèndol oscil·larà en un pla vertical sota l'acció de la gravetat. Les oscil·lacions tindran lloc entre les posicions extremes Θ i-Θ, simètriques respecte a la vertical, al llarg d'un arc de circumferència el radi del qual és la longitud, {\displaystyle \ell }, del fil. El moviment és periòdic, però no podem assegurar que sigui harmònic.
Per determinar la naturalesa de les oscil·lacions haurem d'escriure l'equació de moviment de la partícula.
La partícula es mou sobre un arc de circumferència sota l'acció de dues forces: el seu propi pes ( mg ) i la tensió del fil ( N ), sent la força motriu la component tangencial del pes. Aplicant la segona llei de Newton obtenim:

{\displaystyle F_{\text{t}}=-mg\sin {\theta }=ma_{\text{t}}\,}

sent at , l'acceleració tangencial i on hem inclòs el signe negatiu per manifestar que la força tangencial té sempre sentit oposat al desplaçament (força recuperadora).
Es tracta d'un moviment circular, podem posar:

{\displaystyle a_{\text{t}}=\ell {\ddot {\theta }}\,}

sent {\displaystyle {\ddot {\theta }}\,} l'acceleració angular, de manera que l'equació diferencial del moviment és:

{\displaystyle -mg\sin \theta =m\ell {\ddot {\theta }}\qquad \rightarrow \qquad \ell {\ddot {\theta }}+g\sin \theta =0\,}

Aquesta eq. dif. no correspon a un moviment harmònic simple (M.H.S.) a causa de la presència de la funció sinus, de manera que podem assegurar que el moviment del pèndol simple no és harmònic simple, en general.

### Mètode de Lagrange
El lagrangià del sistema és:

{\displaystyle {\mathcal {L}}=T-V={\frac {1}{2}}ml^{2}{\dot {\theta }}^{2}+mgl\cos {\theta }}

on {\displaystyle \theta \,} és l'elongació angular (angle que forma el fil amb la vertical) i {\displaystyle l\,} és la longitud del fil. Aplicant les equacions de Lagrange tenim:

{\displaystyle {\frac {d}{dt}}{\frac {\partial {\mathcal {L}}}{\partial {\dot {\theta }}}}-{\frac {\partial {\mathcal {L}}}{\partial \theta }}=0\qquad \rightarrow \qquad ml^{2}{\ddot {\theta }}+mgl\sin \theta =0}

i obtenim que l'equació del moviment és:

{\displaystyle l{\ddot {\theta }}+g\sin {\theta }=0}

de manera que la massa no intervé en el moviment d'un pèndol simple.

## Petites oscil·lacions

Pèndol simple en moviment harmònic simple amb oscil·lacions petites.

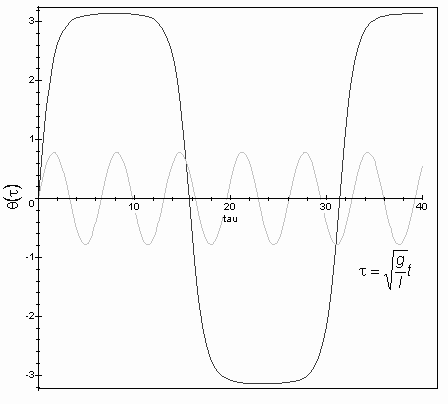
Per a petites oscil·lacions, la funció que representa l'elongació angular amb el temps,, és gairebé sinusoidal; per a majors amplituds l'oscil·lació ja no és sinusoidal. La figura mostra un moviment de gran amplitud (negre), al costat d'un moviment de petita amplitud (gris).

Si considerem tan sols oscil·lacions de petita amplitud, de manera que l'angle θ sigui sempre prou petit, llavors el valor del sinθ serà molt proper al valor de θ expressat en radiants (sinθ ≈ θ , per a θ prou petit), com podem apreciar a la Taula I, i l'eq. dif. del moviment es redueix a:
{\displaystyle \ell {\ddot {\theta }}+g\theta =0\,}
que és idèntica a l'equació diferencial corresponent al M.H.S., referint ara al moviment angular en lloc del moviment rectilini, la solució és:
{\displaystyle \theta =\Theta \sin(\omega t+\phi )\,}
sent ω la freqüència angular de les oscil·lacions, a partir de la qual determinem el període d'oscil·lació de les mateixes:
{\displaystyle \omega ={\sqrt {g \over l}}\qquad \rightarrow \qquad T=2\pi {\sqrt {\ell  \over g}}\,}
Les magnituds {\displaystyle \Theta \,} i {\displaystyle \phi \,} són dues constants "arbitràries" (determinades per les condicions inicials) corresponents a l'amplitud angular i a la fase inicial del moviment. Ambdues tenen dimensions d'angle pla.
| Θ (º) | Θ (rad) | senΘ    | dif. % | Θ (º) | Θ (rad) | senΘ    | dif. % |
| ----- | ------- | ------- | ------ | ----- | ------- | ------- | ------ |
| 0     | 0,00000 | 0,00000 | 0,00   | 15    | 0,26180 | 0,25882 | 1,15   |
| 2     | 0,03491 | 0,03490 | 0,02   | 20    | 0,34907 | 0,34202 | 2,06   |
| 5     | 0,08727 | 0,08716 | 0,13   | 25    | 0,43633 | 0,42262 | 3,25   |
| 10    | 0,17453 | 0,17365 | 0,51   | 30    | 0,52360 | 0,50000 | 4,72   |

## Isocronisme
Va ser descobert per Galileu (1564-1642), cap a l'any 1581, a la catedral de Pisa:
| «                                          | "Un dia en què assistia, alguna cosa distret sens dubte, a una cerimònia religiosa, va fixar la seva mirada en un llum de bronze, obra mestra de Benvenuto Cellini, que, suspesa d'una llarga corda, oscil·lava amb lentitud davant l'altar. Potser, amb els ulls fixos en aquell metrònom improvisat, va unir la seva veu a la dels celebrants, la llum es va detenir a poc a poc i, atent Galileu als seus últims moviments, va observar que marcava sempre el mateix compàs " | » |
| — J. Bertrand: Galileu i els seus treballs | |   |

Aquesta última circumstància va ser la que més va atreure l'atenció de Galileu; tot i que l'amplitud de les oscil·lacions s'anava reduint, romania sensiblement constant la seva durada. Galileu va repetir moltes vegades l'experiment i va acabar per descobrir la relació existent entre aquesta durada i la longitud de la corda que suportava al pes oscil·lant. Més endavant, cap a l'any 1673, Christian Huygens va trobar l'expressió del període corresponent a les oscil·lacions de petita amplitud, basant la seva demostració en les lleis de caiguda dels greus, segons les havia enunciat Galileu.
Com que les petites oscil·lacions del pèndol són isòcrones, és útil per a la mesura del temps (vegeu rellotges de pèndol).

## Oscil·lacions de major amplitud
La integració de l'equació del moviment, sense l'aproximació de petites oscil·lacions, és considerablement més complicada i involucra integrals el·líptiques de primera espècie, de manera que ometem el desenvolupament que portaria a la següent solució:
{\displaystyle T=2\pi {\sqrt {\frac {l}{g}}}\left[1+\left({\frac {1}{2}}\right)^{2}\sin ^{2}{\frac {\Theta }{2}}+\left({\frac {1\cdot 3}{2\cdot 4}}\right)^{2}\sin ^{4}{\frac {\Theta }{2}}+\left({\frac {1\cdot 3\cdot 5}{2\cdot 4\cdot 6}}\right)^{2}\sin ^{6}{\frac {\Theta }{2}}+\dots \right]=2\pi {\sqrt {\frac {l}{g}}}\left[\sum _{n=0}^{\infty }\left({\frac {(2n)!}{2^{2n}(x!)^{2}}}\right)^{2}\sin ^{2n}{\frac {\theta }{2}}\right]}

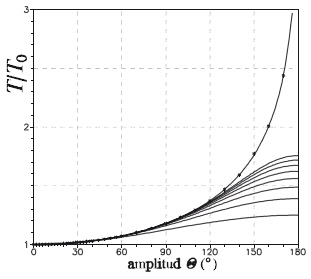
Dependència del període del pèndol amb l'amplitud angular de les oscil·lacions. Per a petites oscil·lacions, el quocient T / T_{0} tendeix a la unitat 1, però tendeix a infinit per angle proper a 180°.

on {\displaystyle \Theta \,} és l'amplitud angular. Així doncs, el període és funció de l'amplitud de les oscil·lacions.
A la Figura hem representat gràficament la variació de T (en unitats de T0 ) en funció de Θ, prenent un nombre creixent de termes en l'expressió anterior. S'observarà que el període T difereix significativament del corresponent a les oscil·lacions de petita amplitud (T0 ) quan Θ> 20 º. Per a valors de Θ suficientment petits, la sèrie convergeix molt ràpidament, en aquestes condicions serà suficient prendre tan sols el primer terme correctiu i, fins i tot, substituir senΘ/2 per Θ/2, de manera que tindrem:
{\displaystyle T\approx T_{0}\left(1+{\frac {\Theta ^{2}}{16}}\right)}
on Θ s'expressarà en radiants. Aquesta aproximació resulta apropiada en gran part de les situacions que trobem a la pràctica, de fet, la correcció que introdueix el terme Θ2 /16 representa menys de 0,2% per amplituds inferiors a 10°.
Per oscil·lacions de petita amplitud, les expressions anteriors es redueixen a:

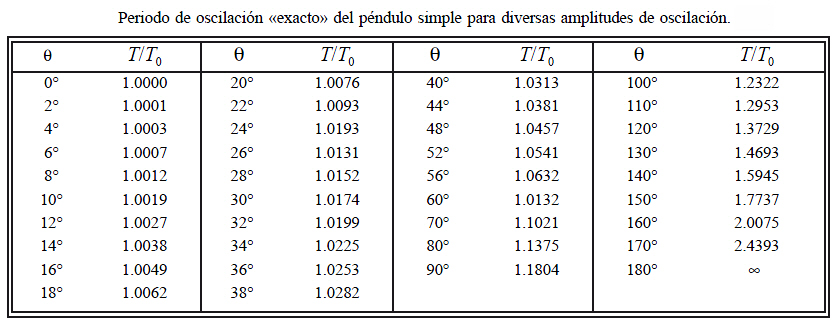

{\displaystyle T\approx T_{0}=2\pi {\sqrt {\ell  \over g}}}

## Instrument gravimètric
El pèndol simple es va utilitzar en les primeres determinacions precises de l'acceleració produïda per la gravetat, pel fet que tant el període de les oscil·lacions com la longitud de la corda poden determinar-se amb facilitat. Podem expressar g en funció de T i de {\displaystyle \ell }:
{\displaystyle g=4\pi ^{2}{l \over T^{2}}}
Exemple:
Un pèndol simple s'usa per mesurar l'acceleració de la gravetat, utilitzant T = 2π √ (1/g, el període T mesurat va ser de 1.24 ± 0.002 s. I la longitud de 0.381 ± 0,02 s. Quin és el valor resultant de g amb 50% d'incertesa absoluta i relativa?
T^2 = 4π l/g
g = 〖4π〗^2 l/T^2
A = 4π^2 0.38/(1.24)^2 = 15.641/1.5376 = 9.7821m/m^2 A = πr^2
AG = (Δl/l+febrer Dt/T) g
AG = [(0.002/0.381)+2 (0.02/1.24)] (9.7821)
AG = 0.36
g = 9.78 ± 0,36 s/m^2